# Похищение и убийство Фернандо Марти (2008)
Фернандо Марти Хайк (1994–2008) был сыном Алехандро Марти состоятельного и довольно известного в его родной Мексике владельца сети спортивных магазинов. Мальчик был похищен, спрятан, а затем и убит бандой экспресс-похитителей "Петрисиолет", что привело к росту народного возмущения в Мексике, где данный вид преступления набирает обороты. Результаты расследования шокировали общественность тем что в банде участвовали бывшие  сотрудники правоохранительных органов страны, в том числе женщины.

## Ход событий
4 июня 2008 года личный водитель Фернандо вёз его и телохранителя в бронированном БМВ в британско-американскую школу. Однако машина был остановлена у фальшивого блокпоста. Бандиты, переодетые в униформы представителей Федерального Агентства по Исследованиям Мексики, пересадили троих человек в свою машину. При этом водитель был зверски замучен; у него выдергивали зубы, а затем убили. Телохранителя пытались задушить, но он, притворившись мёртвым, выжил и обратился в полицию. 12 июля 2008 бандиты связались с родителями мальчика и потребовали выкуп в размере  5 135 000 песо (приблизительно 404 300 долларов США). По неофициальным данным семья уплатила 6 миллионов долларов. Несмотря на  уплату выкупа, после нескольких дней ожидания, 1 августа 2008 года, тело Фернандо Марти было найдено в багажнике автомобиля, который бандиты бросили в р-не Койоакан, Мехико. Случай вызвал огромный общественный резонанс в Мексике. Участники 100-тысячного митинга, прошедшего в столице, призывали повторно ввести высшую меру наказания. В понедельник 18 октября Алехандро Марти, теперь также исполн. обяз. президента организации «SOS Мексика», опубликовал фотографии предполагаемых преступников, а генеральная прокуратура страны выставила награды в 15 000 000 песо (приблизительно 1 181 000 долларов) за сведения о преступниках. В 2010 году были арестованы 17 человек, которые играли различные роли в организации преступления.